# Beriszló Bertalan
Beriszló Bertalan - vránai perjel. Hunyadi Mátyás halála után Corvin János híve. 

## Életpályája
Beriszló Bertalan a horvát származású Beriszló család egyik tagja, aki részt vett az 1505. évi Csontmezei csatában, ahol elfogták és csak Ulászlónak tett hűségesküje után bocsátották szabadon, Beriszló Bertalan azonban csak színleg volt híve Ulászlónak aki ellen titkon fellázította Újlaki Lőrincet is. Mikor azonban ez kitudódott, Beriszló Bertalant elfogták és javait elkobozták. Később aztán Ulászló újra visszahelyezte birtokaiba.
Beriszló Bertalanról többféle legenda is fennmaradt: Istvánfi szerint 1496-ban a rodoszi szent János lovagrend vitéze és auranai perjel, kegyetlen, ragadozó és nyughatatlan ember hírében állott, tetteiért bőrzsákba varrva, a Dunába fojtották, míg Bonfini állítása szerint "Temesvárra vitették, ahol örökös fogságba tétetett", Budai szerint azonban még később is élt, és jelen volt az 1505. évi rákos-mezei országgyűlésen is.